# Robert L. Stewart
Robert Lee Stewart, född 13 augusti 1942 i Washington, D.C., är en amerikansk astronaut uttagen i astronautgrupp 8 den 16 januari 1978.

## Rymdfärder
- STS-41-B
- STS-51-J